# 小墾丁牛仔渡假村
小墾丁牛仔渡假村位於台湾屏東縣滿州鄉，前身為小墾丁綠野渡假村，為南仁湖育樂旗下事業之一，占地約有40公頃，是富有生態資源的渡假村。1994年開幕，為台湾第一座合法經營的渡假村。

## 外部連結
1. ↑  . 大億國際旅行社.   [2022-06-28]. （原始内容存档于2022-06-30）.